# 興元路
兴元路，元朝时设置的路。
元世祖改兴元府为兴元路，治所在南郑县（今陕西省汉中市），属陕西行省管辖。辖境相当今陕西省汉中市和安康市等地区。下辖褒城县、城固县、凤州、金州、洋州等州县。明太祖改为汉中府。1912年废除汉中府。